# 素盞鳴神社 (飯能市)
素盞鳴神社（すさのおじんじゃ）は埼玉県飯能市の神社。素戔嗚神社とも表記される。

## 概要
- 所在地：埼玉県飯能市大字赤沢字井戸尻508-3
- 祭神：素盞鳴尊

## 沿革
創建年不詳。寛永9年（1632年）再建。享保5年（1732年）本殿と拝殿を再建。1879年（明治12年）再建。

## 建造物等
- 本殿・拝殿・仮宮・社務所・鳥居・手水舎・石燈籠など
- 境内地 1701平方メートル

## 神事
- 7月15日 例祭